# Trans Jogja
Le Trans Jogja est le réseau de transport par bus à haut niveau de service de la ville de Yogyakarta en Indonésie. Il a démarré en février 2008 et est exploité par la société PT Jogja Tugu Trans. Le réseau possède plus de 50 bus, plus de 70 arrêts et 8 lignes. Le Trans Jogja fonctionne de 5 h 30 à 21 h 00.

## Tarifs
Un ticket est valable pour un seul trajet, sans limite de distance sur la même ligne. Le changement vers une autre ligne est gratuit dans la limite d'une heure à partir du début du premier trajet.
- Trajet simple : 3 600 rupiah
- Ticket rechargeable : 2 700 rupiah pour un trajet, rechargeable pou 15 000, 25 000, 50 000, 100 000 rupiah
- Ticket rechargeable étudiant : 2 000 rupiah.

## Lignes (principaux arrêts desservis)
- Lignes 1A et 1B : Prambanan – Kalasan – Aéroport international Adisutjipto – Gare de Yogyakarta Tugu – Malioboro – Sentul
- Lignes 2A et 2B
- Lignes 3A et 3B